# 사회통합위원회
사회통합위원회는 사회 각계각층의 화합과 통합 증진을 위한 정책과 사업을 효과적으로 추진하기 위하여 설립한 대통령 소속 기관이다. 장관급인 위원장의 임기는 1년이며 2009년 12월 고건 전 국무총리가 초대 위원장으로 임명되면서 업무를 개시하였다.
2013년 박근혜 정부가 출범하며 해산되었고, 국민대통합위원회가 신설되었다.

## 구성
- 사회통합위원장
- 위원
  - 기획재정부장관, 교육과학기술부장관, 법무부장관, 행정안전부장관, 문화체육관광부장관, 농림수산식품부장관, 보건복지부장관, 환경부장관, 고용노동부장관, 여성가족부장관, 국토해양부장관, 특임장관, 국무총리실장, 국민권익위원회 위원장, 법제처장 등 15인
  - 대통령의 정무업무를 보좌하는 특별보좌관, 대통령실 정무 담당 수석비서관 및 사회통합 담당 수석비서관 등 3인
  - 사회통합에 관한 학식과 경험이 풍부한 사람 중 대통령이 위촉하는 35명 이내의 인간

## 역대 위원장
고건 - 2009 12월 창설일 ~ 2013 박근혜 정부 출범으로 인한 해산일까지

## 기능
- 사회통합을 위한 기본방향 설정과 전략 수립에 관한 사항
- 사회 각계각층의 의견 수렴과 소통 활성화에 관한 사항
- 계층 등 경제적 지위 문제에 따른 갈등 해소에 관한 사항
- 이념 등 가치 문제에 따른 갈등 해소에 관한 사항
- 지역 간의 갈등 해소에 관한 사항
- 세대, 성(性), 인종, 다문화 간의 갈등 해소에 관한 사항
- 시민사회와 공공부문, 중앙과
- 사회통합에 대한 조사·연구에 관한 사항
- 그 밖에 위원회의 운영과 관련하여 위원
- 사회통합을 위한 선진인류 국가 도약
- 기타 등등

## 설치목적
사회통합위원회의 업무를 지원 및 실무적인 사무 수행..

### 구성
- 사회통합지원단장
  - 전문위원실(전문위원 3인)
  - 기획총괄팀
  - 계층분과팀
  - 이념분과팀
  - 지역분과팀
  - 세대분과팀
  - 대외협력팀
  - 홍보팀

## 참고 자료
- 사회통합위원장에 송석구씨[깨진 링크(과거 내용 찾기)]